# 이풍 (조선)
이풍 또는 이례(李灃, 1727년 10월 23일 ~ 1795년 6월 30일)은 조선후기의 문신이자 종친이며, 도정궁(都正宮) 사손(嗣孫)이다. 초명은 양(瀁), 자는 양지(瀁之), 호는 매은(梅隱)이다.

## 생애
조선 후기 왕족 종실 출신의 문신으로 본관은 전주, 휘는 풍(례)(灃), 초명은 양(瀁), 자는 양지(瀁之), 호는 매은(梅隱)이다. 덕흥대원군 9대 사손(嗣孫)이며, 아버지는 증 좌찬성(左贊成) 이형종(李亨宗)이며, 생모는 은진인(恩津人) 송서석(宋叙錫)의 딸로 증 정경부인 은진송씨(貞敬夫人 恩津宋氏)이고, 계모는 여흥인(驪興人) 민심(閔鐔)의 딸로 증 정경부인 여흥민씨(貞敬夫人 驪興閔氏)이다.
부인은 통덕랑(通德郞) 진주인(晋州人) 강주직(姜柱直)의 딸로 정경부인 진주강씨(貞敬夫人 晋州姜氏)와 오위장(五衛將) 전의인(全義人) 이기폐(李技蕟)의 딸로 정경부인 전의이씨(貞敬夫人 全義李氏)이다.
증 좌찬성 형종의 장남으로 정미(丁未) 1727년(영조 3) 10월 23일 탄생하였다. 1759년(영조 35) 아버지가 돌아가니 거상(居喪)을 마치고, 돈녕도정(敦寧都正)에 제수되었다.
1770년(영조 46) 영조가 대원군묘(大院君廟, 덕흥궁)에 전배(展拜)하고, 가선대부(嘉善大夫)에 가자하고, 뒤에 동지돈녕부사(同知敦寧府事) 겸 부총관(副摠管)에 제수되었다.
1778년(정조 2) 정조가 대원군묘(大院君廟)에 작헌례(酌獻禮)를 거행하고, 가의대부(嘉義大夫)에 가자하고, 1781년(정조 5) 11월 2일 유지(有旨)에 응하여 천거법과 관리가 지킬 규법을 상소하였다.
1782년(정조 6) 12월 20일 《선원보략(璿源譜略)》 교정 당상이 되고, 1783년(정조 7) 자헌대부(資憲大夫)에 가자되어, 지돈녕부사(知敦寧府事)에 제수되었다. 이해 4월 13일 《선보》의 잘못 기록된 것을 책임 물어 파직되었다.
1786년(정조 10) 오위도총부 도총관(都摠管)에 제수되고, 1787년(정조 11) 《선원보략(璿源譜略)》을 수정(修整)서사관(書寫官) 겸 교정(校正) 당상이 되고, 이해 2월 교정의 노고로 정헌대부(正憲大夫)에 가자되고, 제용고(濟用庫)와 내섬시(內贍寺) 일을 관리 감독하였다.
1788년(정조 12) 문희묘 향관(文禧廟 享官)이 되어 숭정대부(崇政大夫)에 가자되고, 판돈녕부사(判敦寧府事)에 제수되었다.
1793년(정조 17) 정조가 선원전(璿源殿)에 작헌례(酌獻禮)를 행하고, 숭록대부(崇祿大夫)에 가자되었다. 을묘(乙卯) 1795년(정조 19) 6월 30일 향년 69세로 별세하였다.

### 사후
첫 부인 진주강씨와 합장되고 신도비는 아들 진안군 이언식이 찬하고, 둘째 이민식의 글씨로 썼다.

## 저서
묘표문에 한수의 시가 전한다. 이 시는 도정궁(都正宮) 매은정(梅隱亭)에서 옲은 시이다.

강호미퇴신여퇴(江湖未退身如退)

명주시래흥역래(明酒時來興亦來)

해설 :

몸은 강호에서 떠나지 아니한데 이 내 몸은 떠나가고,

어느 때 흰 술 오니 흥도 역시 오는구나.

## 가족 관계
- 아버지 : 이형종(李亨宗, 1706년 - 1759년)
- 어머니(생모) : 증 정경부인 은진송씨(貞敬夫人 恩津宋氏, 1703년 - 1736년), 은진인(恩津人) 송서석(宋叙錫)의 딸.
  - 동생 : 달선군 이영(達善君 李泳, 1731년 - 1748년), 숙종의 왕자 연령군(延齡君)의 계자인 낙천군(洛川君) 이온(李縕)에게 출계하였다가 파양.
  - 여동생 : 전주인(全州人) 유지(柳志)에게 출가.
- 어머니(계모) : 증 정경부인 여흥민씨(貞敬夫人 驪興閔氏, 1716년 - 1784년), 여흥인(驪興人) 민심(閔鐔)의 딸.
  - 이복동생 : 이굉(李浤, 1746년 - 1803년)
- 후실(父)
  - 이복동생 : 이용(李溶, 1749년 - 1818년)
  - 이복여동생 : 은진인(恩津人) 송필극(宋必克)에게 출가.
  - 이복여동생 : 중군(中軍) 청주인(淸州人) 한탁모(韓鐸謩)에게 출가.
- 1정부인 : 정경부인 진주강씨(貞敬夫人 晋州姜氏, 1727년 2월 2일 - 1795년 11월 12일), 통덕랑(通德郞) 진주인(晋州人) 강주직(姜柱直)의 딸.
  - 장남 : 진안군 이언식(晋安君 李彦植, 1752년 - 1819년)
  - 2남 : 이민식(李民植, 1753년 - 1817년), 중부(仲父) 달선군 이영(達善君 李泳, 1731년 - 1748년)에게 출계.
  - 3남 : 이중식(李重植, 1756년 - 1809년)
  - 장녀 : 부사(府使) 백천인(白川人) 조현(趙鉉)에게 출가.
  - 2녀 : 해평인(海平人) 윤치민(尹致敏)에게 출가.
  - 3녀 : 서유민(徐有敏)에게 출가.
- 2정부인 : 정경부인 전의이씨(貞敬夫人 全義李氏, 1736년 - 1816년), 오위장(五衛將) 전의인(全義人) 이기폐(李技蕟)의 딸.
- 후실
  - 4남 : 이후식(李厚植, 1760년 - 1819년)
  - 5남 : 이인식(李仁植, 1764년 - 1816년)
  - 4녀 : 장수인(長水人) 황화(黃和)에게 출가.
  - 5녀 : 감목관(監牧官) 광산인(光山人) 김원(金愿)에게 출가.